# عبدالصمد شاهیری
عبدالصمد شاهیری (انگلیسی: Abdessamad Chahiri؛ زادهٔ ۱۷ مهٔ ۱۹۸۲) بازیکن فوتبال اهل مراکش است.
از باشگاه‌هایی که در آن بازی کرده‌است می‌توان به باشگاه فوتبال ارتش سلطنتی مراکش، باشگاه فوتبال مولودیه وجده، باشگاه فوتبال المپیک خریبکه، و باشگاه فوتبال الرجا اشاره کرد.
وی همچنین در تیم ملی فوتبال مراکش بازی کرده‌است.